# Arnoldo Mondadori Editore
Arnoldo Mondadori Editore é uma editora italiana fundada em 1907 por Arnoldo Mondadori, em Ostiglia. 
Umas das líderes do mercado editorial italiano, no Brasil é muito conhecida pelo aficionados dos fumetti (quadrinhos italianos), publicando diversas linhas de livros e revistas em quadrinhos, durante anos, foi a editora oficial dos quadrinhos Disney no pais. 
O edifício-sede da editora Mondadori foi projetado pelo arquiteto brasileiro Oscar Niemeyer e inaugurado em 1968.